# Holacanthus tricolor

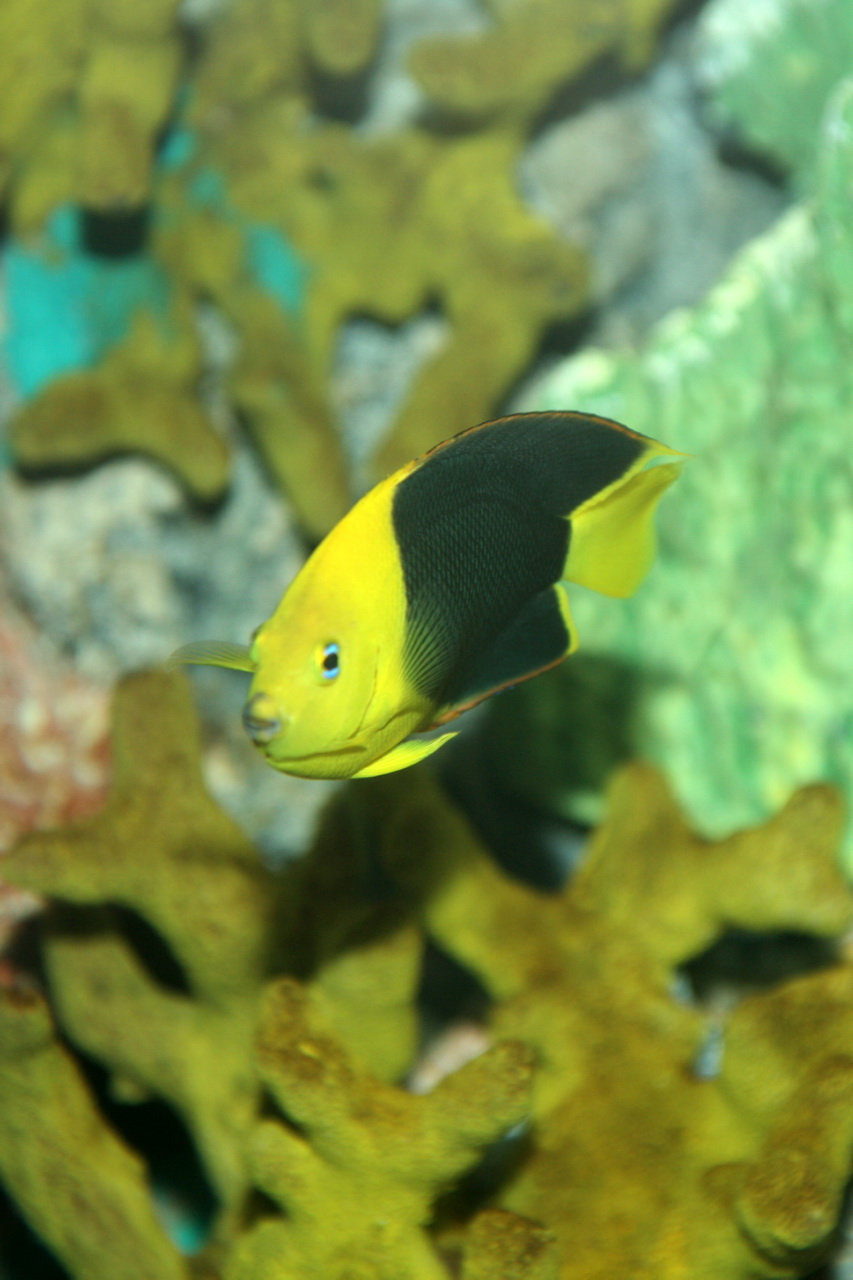
Ejemplar adulto en el Acuario Nacional de Washington, EE. UU.

Holacanthus tricolor es una especie de pez marino perciforme y pomacántido.
Su nombre común en español, dependiendo del país, puede ser Isabelita medioluto, Cachama medio luto, Vaqueta de dos colores o Chabelita tricolor.
Es la especie más común de pez ángel en los arrecifes tropicales del océano Atlántico oeste, y con poblaciones estables. También es una de las especies de pez ángel del Caribe más populares entre los acuaristas.

## Morfología
Es un pez ángel típico, con un cuerpo corto y comprimido lateralmente, y una pequeña boca, con dientes diminutos rematados como cepillos. Sus aletas dorsal y anal desarrollan un filamento en sus ángulos posteriores, aunque menos largos que en otras especies del género. Cuenta con una fuerte espina en el ángulo del preopérculo. Tiene 14 espinas dorsales, entre 17 y 19 radios blandos dorsales, 3 espinas anales y entre 18 y 20 radios blandos anales. La aleta caudal es recta en su margen posterior.
De adulto, la coloración base de la cabeza y parte anterior del cuerpo es amarilla. La aleta dorsal y el frontal de la anal son negras, la caudal es totalmente amarilla. La mayor parte del cuerpo es negra. Los bordes de la dorsal y anal en color rojizo y con un submargen en amarillo. Tiene la parte superior e inferior del iris en azul claro, y los labios, con frecuencia, son azul marino. Las aletas pectorales y las pélvicas son amarillas.
Los especímenes jóvenes tienen la coloración enteramente amarilla, y cuentan con un ocelo negro, bordeado por un anillo azul, en la parte posterior y superior del cuerpo. Según van creciendo, el ocelo se va extendiendo, dando lugar a la gran mancha negra que recubre la mayor parte del cuerpo, y aletas dorsal y anal, de los adultos.

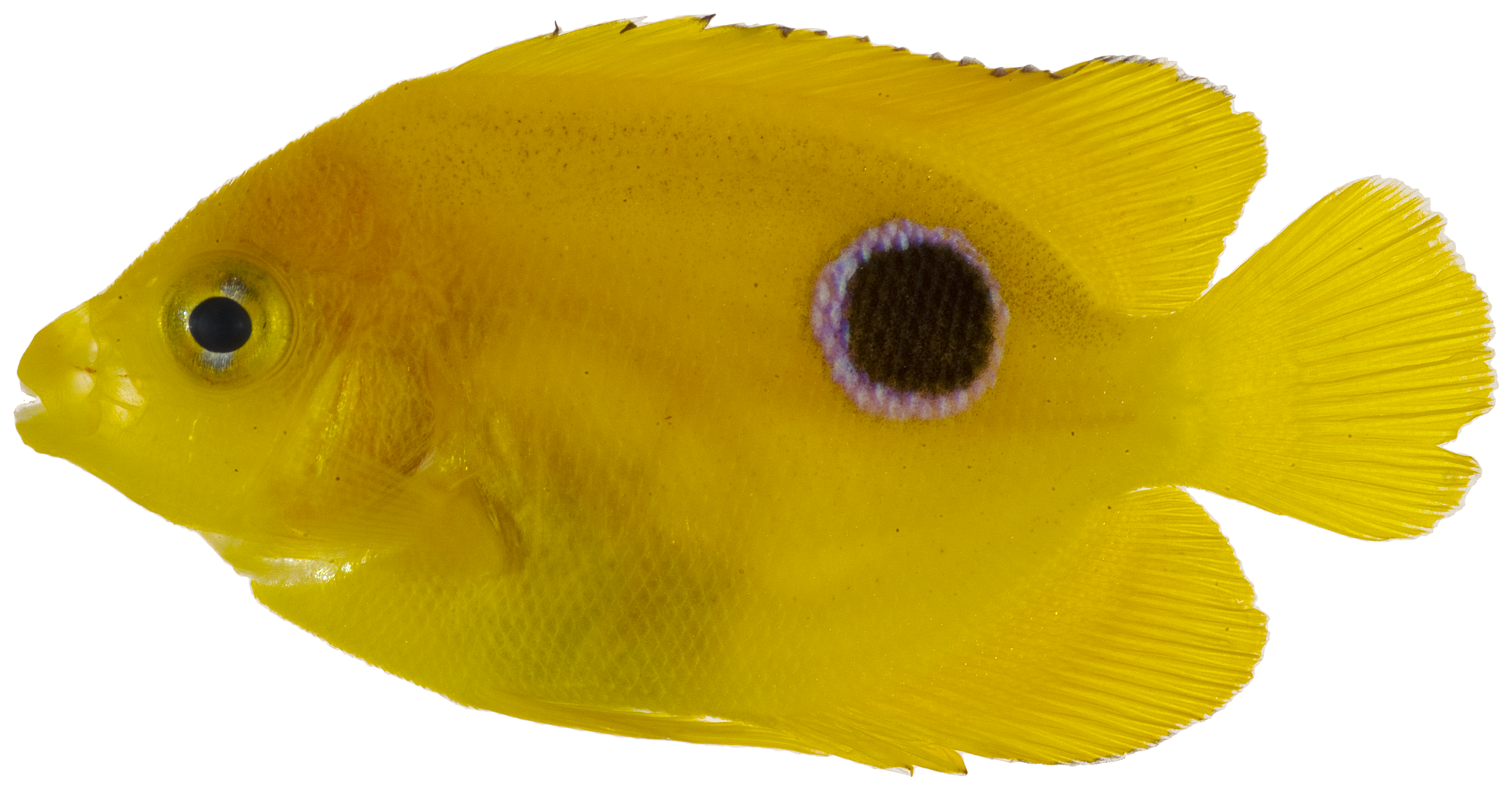
Ejemplar juvenil de 19,3 mm
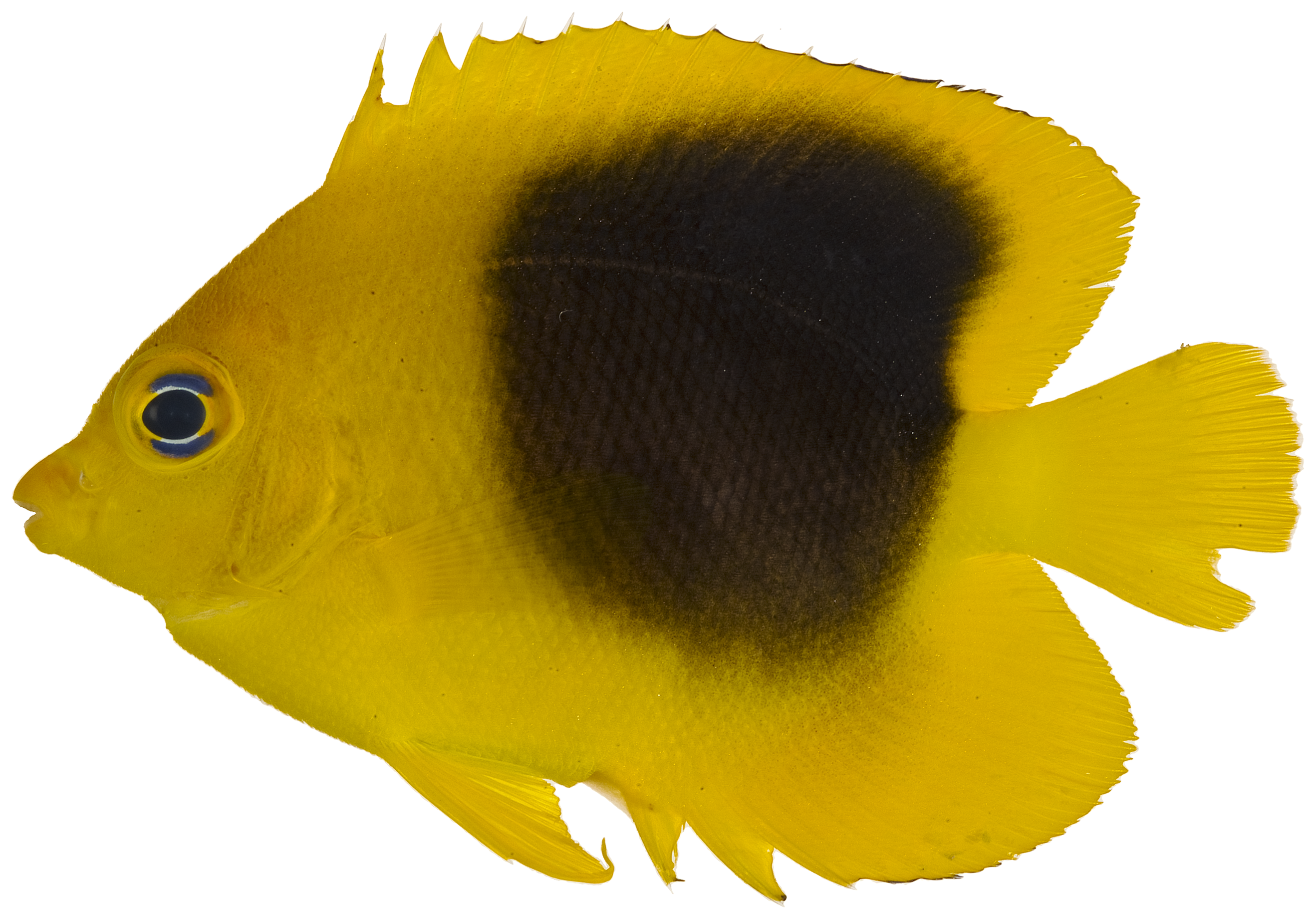
Ejemplar juvenil de 40,1 mm habiendo mutado el ocelo en mancha
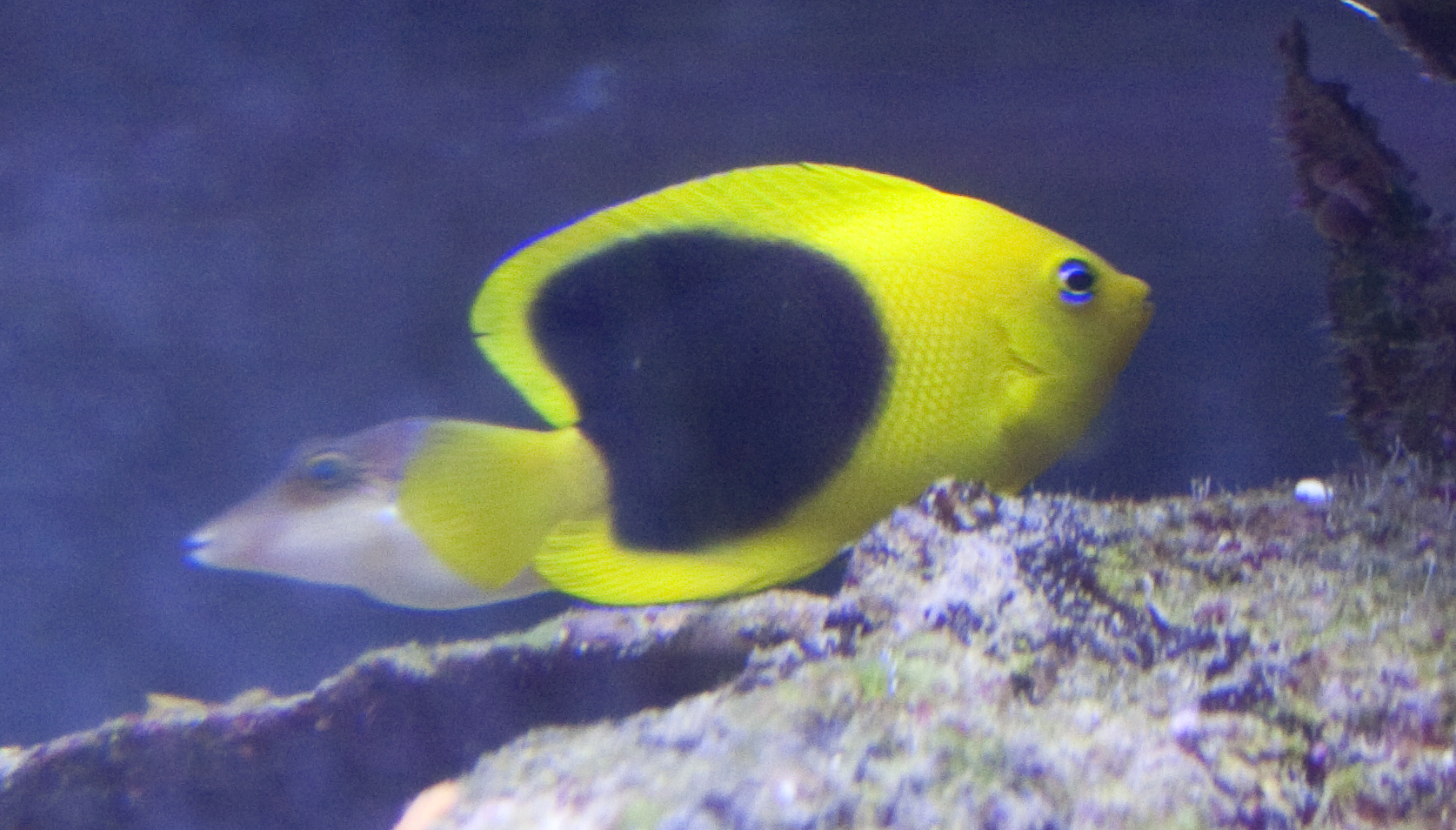
Ejemplar subadulto terminando de extender la mancha

Los machos, que son mayores que las hembras, miden hasta 35 centímetros de largo, aunque el tamaño más normal en adultos es de 30 cm.

## Hábitat y comportamiento
Es una especie asociada a arrecifes y clasificada como no migratoria. Ocurre en una variedad de hábitats, tanto en escolleras, como en áreas rocosas o ricas en corales. Los juveniles frecuentan colonias del "coral fuego" Millepora.
Su rango de profundidad es entre 3 y 92 metros, aunque más común de 3 a 35 m. Se reporta un rango de temperaturas entre 24.44 y 28.03 °C.

## Distribución geográfica
Se distribuye en el océano Atlántico oeste, desde Georgia y Florida, al norte, hasta Río de Janeiro, al sur. Es especie nativa de Anguilla; Antigua y Barbuda; Antillas Neerlandesas; Aruba; Bahamas; Barbados; Belice; Bermuda; Bonaire; Brasil; Islas Cayman; Colombia; Costa Rica; Cuba; Curazao; Dominica; República Dominicana; Estados Unidos; Granada; Guadalupe; Guatemala; Guayana; Guayana Francesa; Haití; Honduras; Jamaica; Martinica; México; Montserrat; Nicaragua; Panamá; Puerto Rico; San Cristóbal y Nieves; Saint Lucía; Saint Martin (parte francesa); Saint Vincent y las Grenadines; Sint Maarten (parte holandesa); Suriname; Trinidad y Tobago; Turks y Caicos; Venezuela e Islas Vírgenes, tanto las británicas, como las estadounidenses.

## Alimentación
La isabelita medioluto es omnívora y se alimenta principalmente de esponjas, como Chondrilla nucula, Cliona sp., Desmacella meliorata, Haliclona compressa o Pseudoceratina crassa, entre otras. Aunque también come corales, como Montastrea cavernosa, Stichopathes sp.; gorgonias, como Plexaura sp.; así como varias especies de algas.

## Reproducción
Esta especie es dioica y ovípara. Su comportamiento sexual es poligínico, reuniendo el macho un harén de unas 4 hembras, a las que corteja y fertiliza alternativamente. Los machos se comunican con las hembras mediante cambios temporales de coloración durante el cortejo. La fertilización es externa, desovando en parejas. Cada año tienen, al menos, una estación clara de desove.
El cortejo comienza con el macho desplegando sus aletas pectorales y moviéndolas rápidamente por unos segundos. Entonces la hembra asciende, y el macho se sitúa bajo la hembra, tocándole el vientre con el hocico y ascendiendo junto a la hembra, con el vientre junto a ella. Cuando la pareja asciende a unos 18 m de profundidad, libera los huevos y el esperma, provocando la fertilización.
Tras la fertilización, los huevos flotan en la columna de agua durante 15 a 20 horas, hasta que eclosionan en larvas transparentes, que absorben el saco vitelino en 48 horas. Las larvas crecen rápidamente alimentándose de plancton, y cuando alcanzan los 15-20 mm mutan a la forma juvenil.
No cuidan a sus alevines. Alcanzan la madurez con 15,8 cm, en el caso de las hembras, y con 19 cm en el caso de los machos. Su nivel de resiliencia es medio, doblando la población en un periodo entre 1.4 a 4.4 años.

## Galería

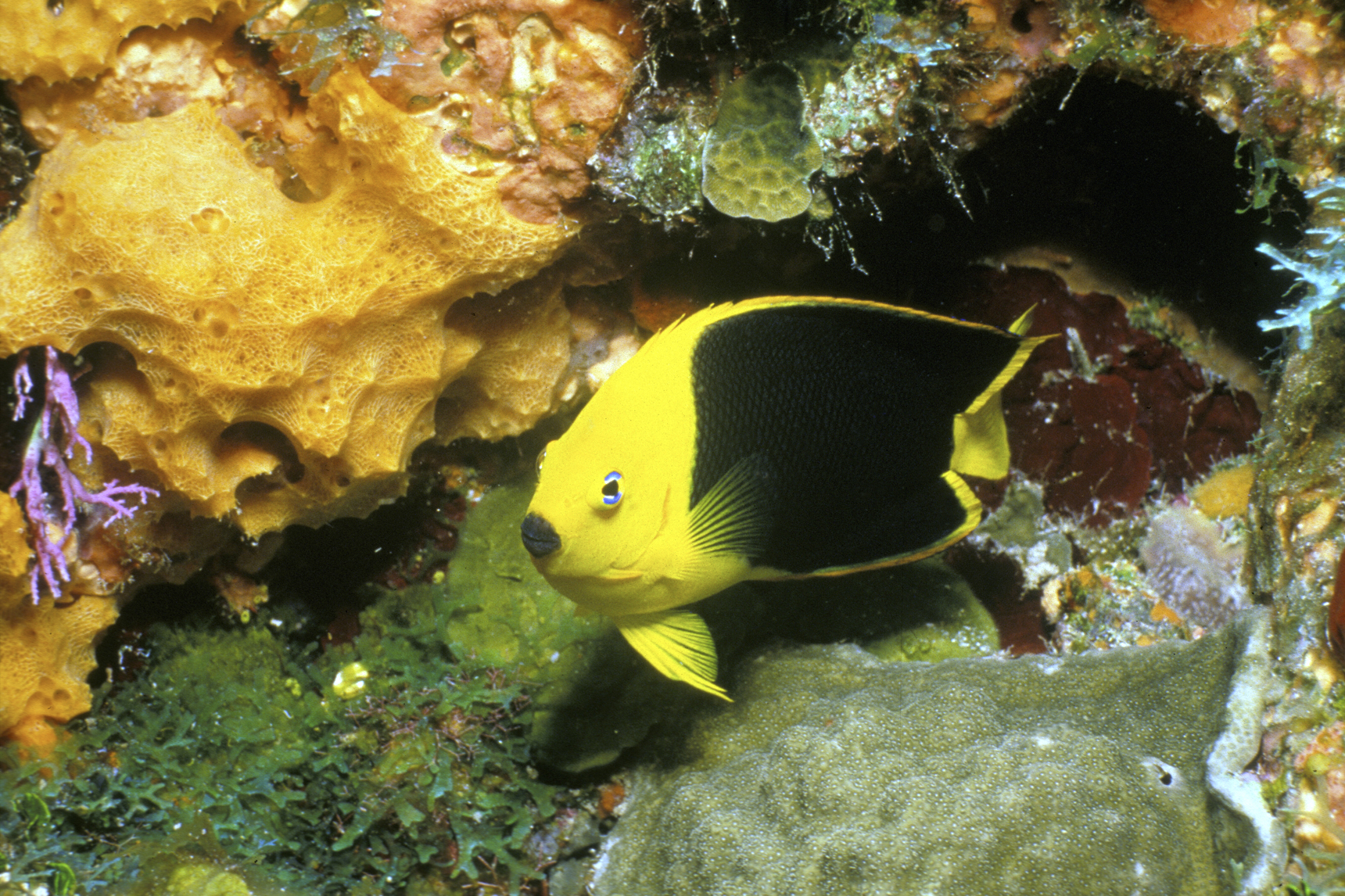
Ejemplar adulto en el Parque nacional Vizcaíno, Florida, EE.UU.
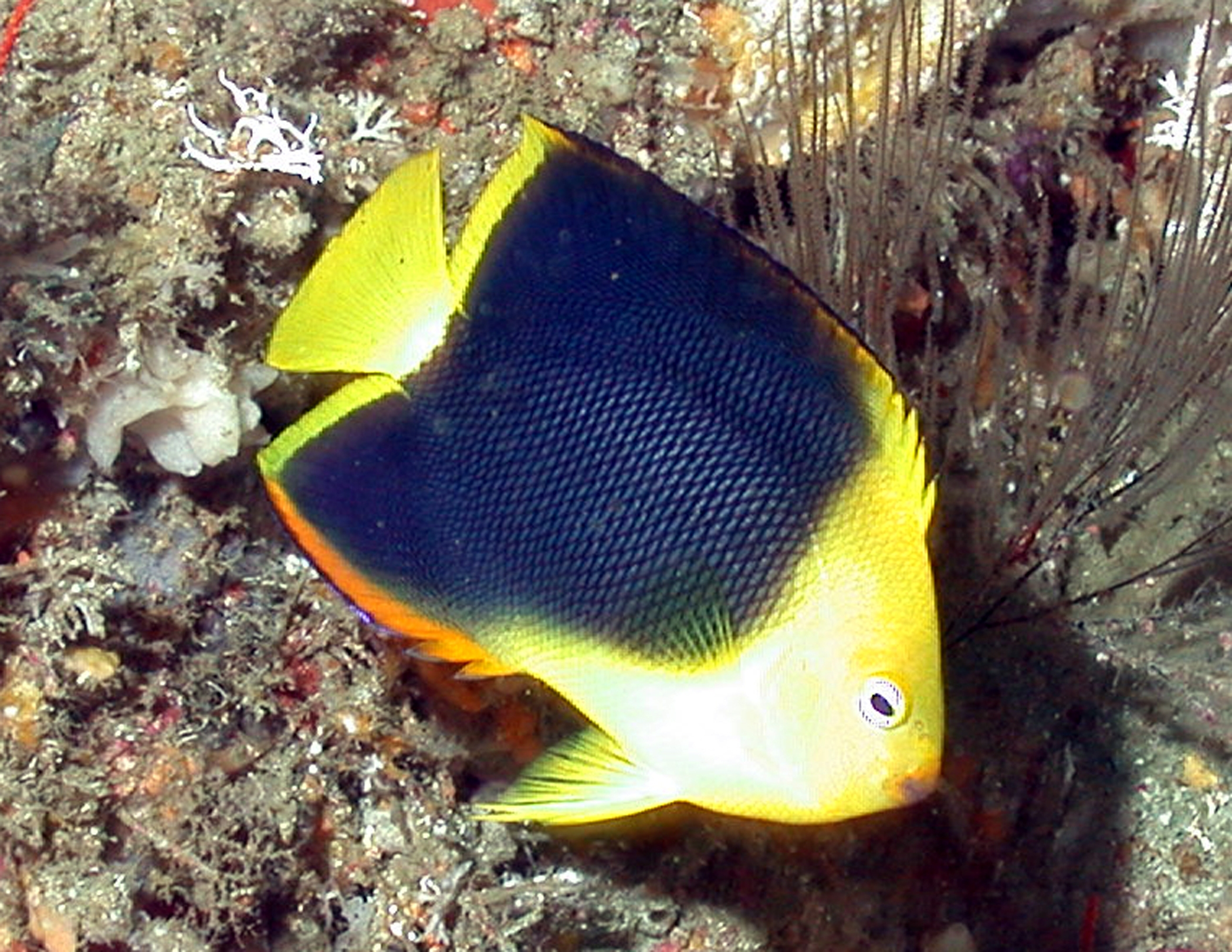
Ejemplar adulto en el sudeste de la plataforma continental de EE.UU.
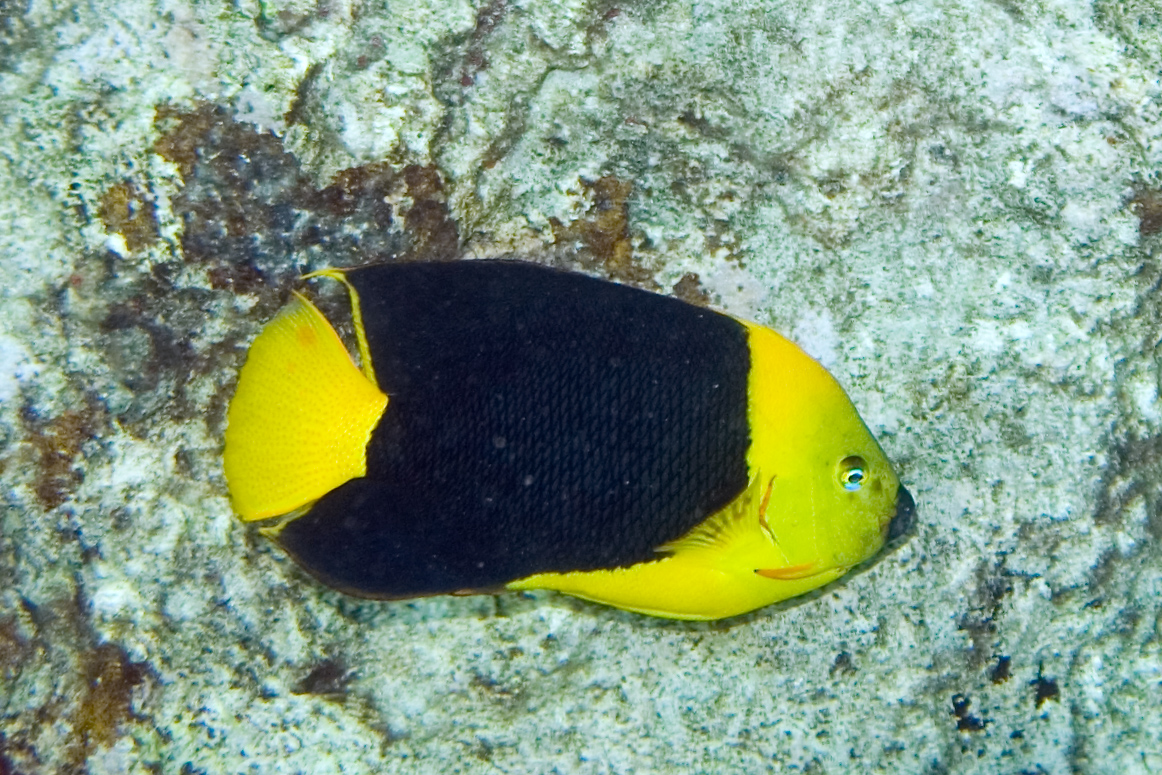
Ejemplar adulto en Bonaire
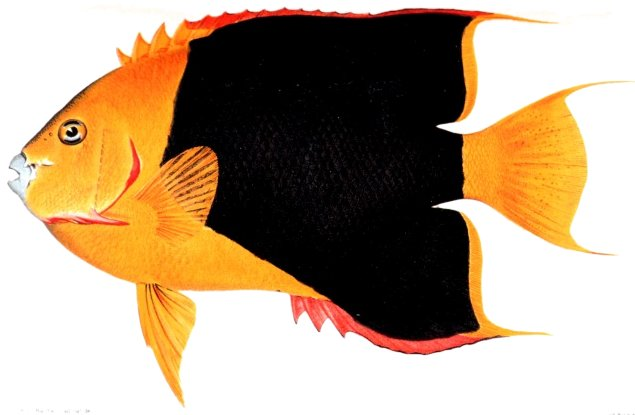
Ilustración de 1.900, boletín de la Comisión de Pesca de EE.UU.
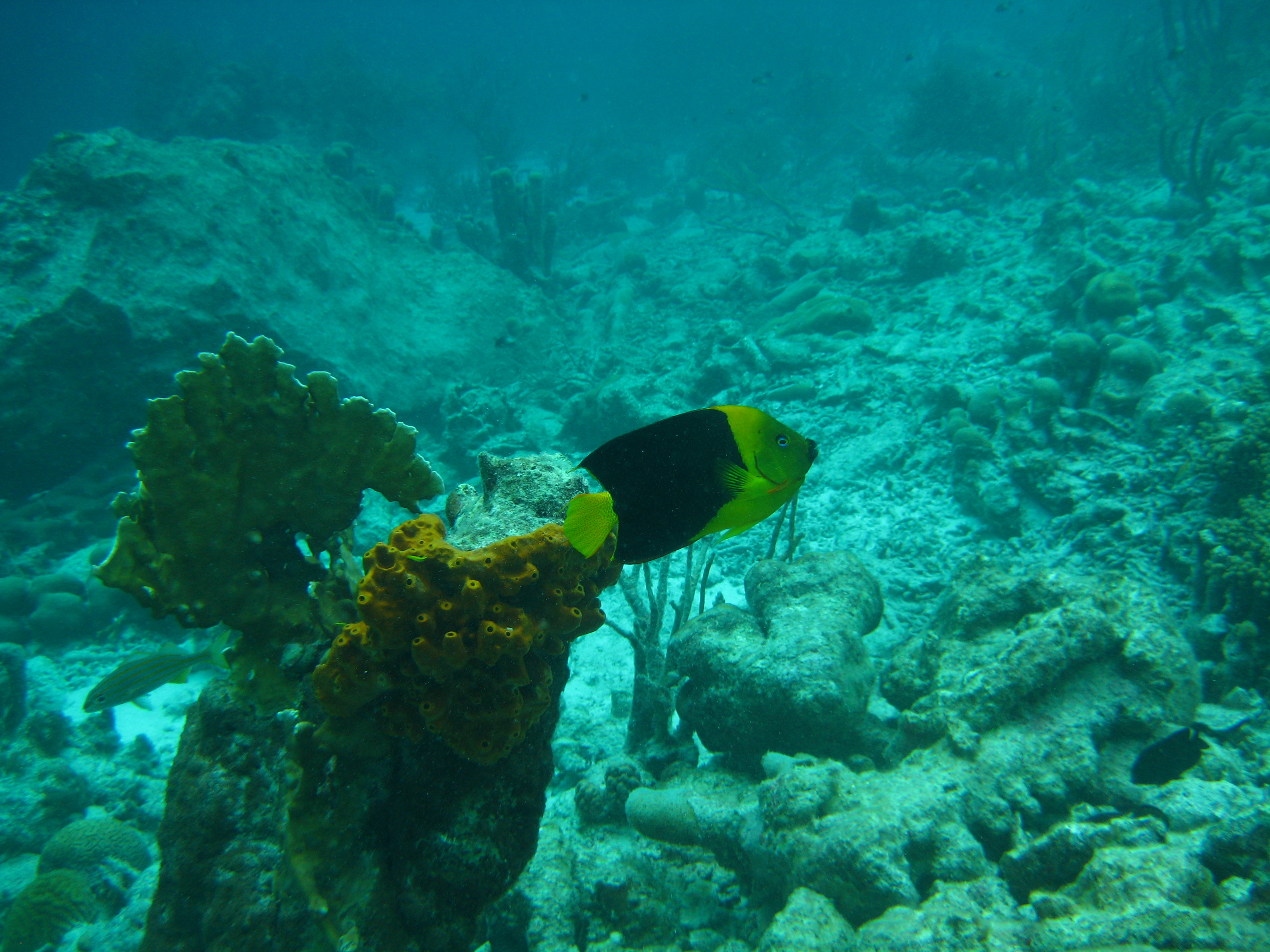
Ejemplar adulto en Bonaire
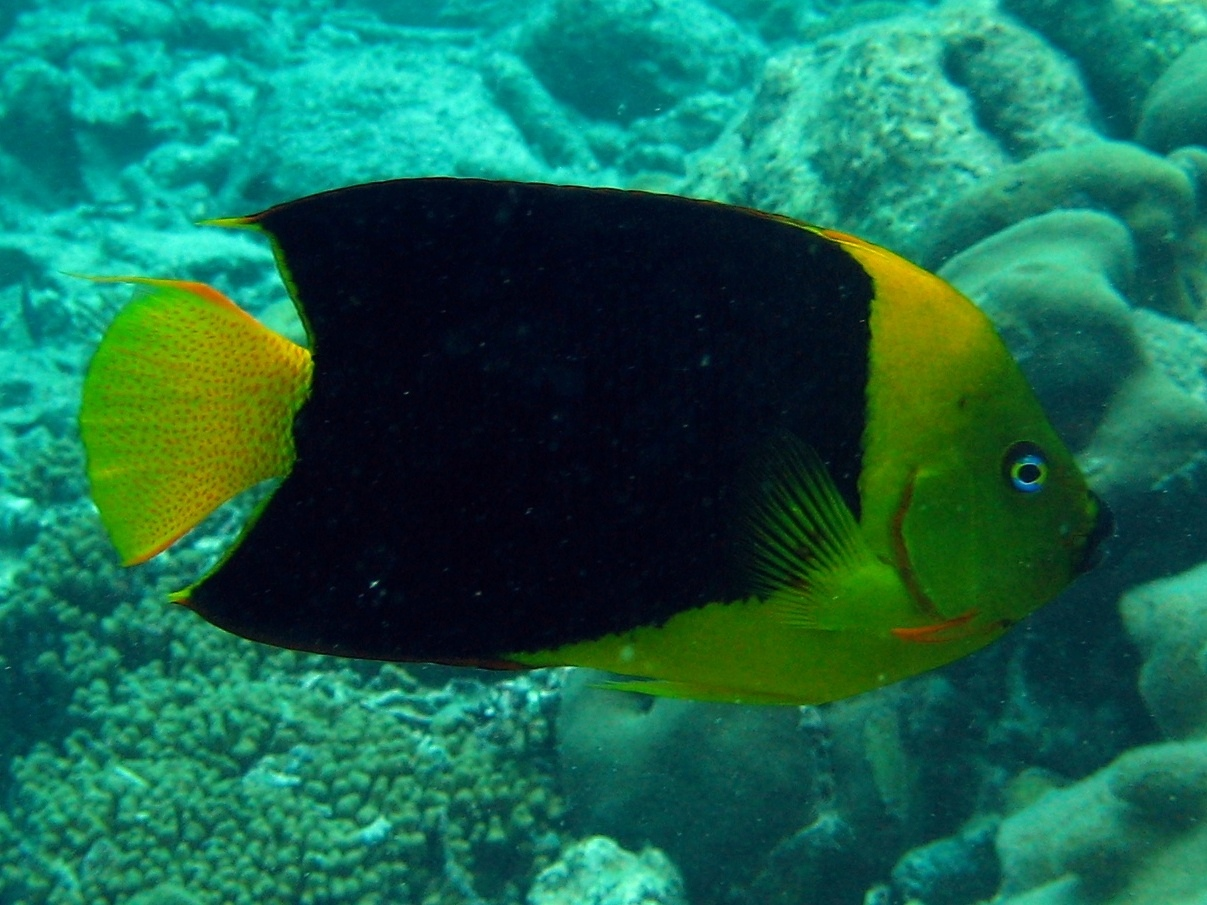